# Убайда ибн аль-Харис
‘Уба́йда ибн аль-Ха́рис (араб. عبيدة بن الحارث‎; ок. 562, Мекка, Хиджаз — 13 марта 624, Бадр, Медина) — один из родственников и сподвижников исламского пророка Мухаммеда.

## Биография
Родился около 562 года в Мекке (совр. Саудовская Аравия). Он был сыном аль-Хариса ибн Абд аль-Мутталиба ибн Абд Манафа ибн Кусая из племени курайшитов, следовательно, двоюродным братом исламского пророка Мухаммеда и племянником его отца Абдуллы и его дядей Абу Талиба и Хамзы ибн Абд аль-Мутталиба. Его мать, Сухайла бинт Хузаи ибн Хувайрит ибн аль-Харис ибн Хайсама ибн аль-Харис ибн Малик ибн Джушам ибн Сакиф, была из арабского племени Такиф. У него было два родных брата: аль-Туфайл и аль-Хусейн, которые были моложе его более чем на 20 лет.
От различных наложниц у него родилось девять детей: Муавия, Аун, Мункид, аль-Харис, Ибрагим, Рабта, Хадиджа, Сухайхла и Сафия. Однако у него не было детей от его единственной известной законной жены, Зайнаба бинт Хузаймы.
Его внешность описывается как «среднего роста, смуглая и с красивым лицом».
Он стал мусульманином до того, как Мухаммед переехал в дом аль-Аркама в 614 году. Его имя занимает 12-е место в списке арабского историка Ибн Исхака людей, принявших ислам по приглашению Абу Бакра.

### Эмиграция в Ясриб
В 622 году Убайда и его братья вместе со своим молодым двоюродным братом Мистахом ибн Усатой присоединились к общей эмиграции в Ясриб (Медина). Они жили у Абдуллаха ибн Салама в Кубе, пока Мухаммед не выделил им немного земли в Ясрибе. Мухаммед познакомил Убайду с вольноотпущенником Абу Бакра Билалом ибн Рабахом и ансаром по имени Умайр ибн Аль-Хумам, и вскоре они стали братьями.

### Военная карьера
Некоторые историки утверждают, что Убайда был первым, кому Мухаммед давал чёрное знамя во время своих военных походов, в то время как другие утверждают, что первым был Хамза.
В апреле 623 года Мухаммед отправил Убайду с отрядом из 60 вооружённых мухаджиров в долину Рабиг. Они рассчитывали перехватить караван курайшитов, возвращавшийся из Сирии под защитой 200 вооружённых всадников во главе с Абу Суфьяном ибн Харбом. Мусульманские силы дошли до колодцев в Таньят аль-Мурре, где Саад ибн Абу Ваккас выпустил стрелу в курайшитов, которая, возможно, была первой стрелой, выпущенной в истории ислама. Несмотря на это внезапное нападение, «они не обнажили меч и не приблизились друг к другу», и мусульмане вернулись с пустыми руками.

### Смерть
13 марта 624 года, в начале битвы при Бадре, Убайда вступил в поединок с Шайбой ибн Рабией. Убайда нанёс ему почти смертельный удар, но, несмотря на это, Шайбе удалось отсечь ему ногу. Затем Хамза ибн Абд аль-Мутталиб и Али ибн Абу Талиб напали на Шайбу и убили его, а Убайду отнесли в лагерь мусульман, где находился Мухаммед. Убайда спросил его, стал ли он шахидом, и Мухаммед ответил утвердительно, тем самым позволив ему умереть счастливо. Утверждается, что Убайда сочинял стихи, пока умирал:

Вы можете отрезать мне ногу, но я мусульманин.
Я надеюсь, что в обмен на жизнь, близкую к Аллаху,
с гуриями, похожими на самые красивые статуи,
с самым высоким небом для тех, кто туда поднимается…
Он умер в Аль-Сафре, в дневном переходе от Бадра, и был похоронен там же.
Хотя Убайда стал первым мусульманином, павшим мученической смертью в бою, он пережил рану в течение нескольких часов, поэтому первыми мусульманами, которые действительно погибли в бою, стали Харис ибн Сурака и Михджа аль-Ямани, вольноотпущенник Умара ибн аль-Хаттаба.
Через год после его трагической смерти его вдова Зайнаб вышла замуж за самого Мухаммеда.